# Бой при Тисабече
Бой при Тисабече (венг. Tiszabecsi csata) или Бой при Тисауйлаке был первым сражением Освободительной войны 1703-1711 годов под руководством Ференца Ракоци, закончившимся победой, в результате которой отряду Ракоци удалось перейти на левый берег Тисы. Само по себе это незначительное в военном отношении столкновение определило, что движение Ракоци будет не ограниченным, легко подавляемым крестьянским восстанием, а общенациональной антигабсбургской борьбой за свободу.

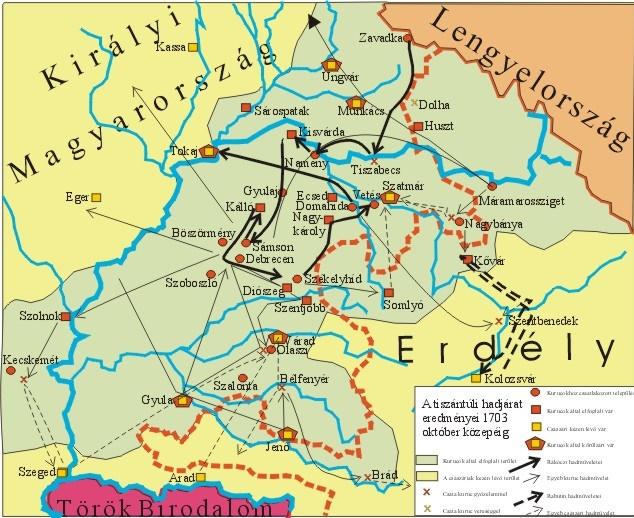
Карта. Поход Ференца Ракоци через Тису в 1703 г.

Ференц Ракоци вошел в Венгрию в июне 1703 года и стал вождём восставших крестьян. После неудачного захвата Мункача он отступил со своими войсками в Завадку на польской границе. Именно здесь ему удалось организовать боеспособный отряд из плохо вооруженных крестьян и наёмников, прибывших из Польши и Молдовы, всего 400 кавалеристов и 2000 пехотинцев. С этими силами 7 июля он начал новую операцию и, избегая издалека укрепленного имперцами Мункача, его отряд двинулся через Хуст к Тисе, чтобы попытаться переправиться между Тисауйлаком и Тисабечем.
14 июля авангард Ракоци во главе с Очкаем и Борбейи прибыл в Тисауйлак к переправе и затеял бой вначале с имперскими пехотинцами, а затем с кавалеристами (75 человек), предприняв против них три безуспешные атаки. После четырех часов столкновения Ракоци уже планировал приостановить бой до прибытия своей пехоты, когда четвертая атака увенчалась успехом: лабанцы были вытеснены за Тису. Основные силы имперцев и дворянских отрядов, стоявшие на левом берегу Тисы, в Тисабече, напуганные слухами, преувеличившими силу войска Ракоци, к утру 15-го бежали в Сатмар или свои поместья, и куруцы могли беспрепятственно пересечь реку.
После переправы авангард Тамаша Эсе продвинулся к Васарошнаменю, куда 16 июля прибыл и Ференц Ракоци. Именно здесь 18-го числа он опубликовал воззвание, в котором призывал всех жителей уезда Сабольч присоединиться к его движению в течение трех дней. На воззвание откликнулись в основном крестьяне, дворяне предпочли выжидать, так что численность его армии вскоре достигла 8000 человек.